# Chapelle des Pénitents noirs de Briançon
Pour les articles homonymes, voir Chapelle des Pénitents noirs.
La Chapelle des Pénitents noirs est une chapelle située à Briançon, dans le département des Hautes-Alpes, en France. Elle fait l’objet d’une inscription au titre des monuments historiques depuis le 30 juillet 1973.